# Campus (Illinois)
Campus es una villa ubicada en el condado de Livingston, Illinois, Estados Unidos. Tiene una población estimada, a mediados de 2021, de 142 habitantes.

## Geografía
La localidad está ubicada en las coordenadas 41°1′29″N 88°18′26″O / 41.02472, -88.30722. Según la Oficina del Censo de los Estados Unidos, tiene una superficie total de 0.24 km², correspondientes en su totalidad a tierra firme.

## Demografía
Según el censo de 2020, en ese momento había 149 personas residiendo en la localidad. La densidad de población era de 620.83 hab./km². El 86.58% de los habitantes eran blancos, el 0.67% era amerindio, el 0.67% era asiático, el 1.34% eran de otras razas y el 10.74% eran de una mezcla de razas. Del total de la población, el 5.37% eran hispanos o latinos de cualquier raza.